# Kennediinae
Kennediinae je podtribus mahunarki, dio je tribusa Desmodieae.
Po nekima sastoji se od tri roda kao dio tribusa Phaseoleae s manje od 20 vrsta koje rastu uglavnom u Australiji.

## Rodovi
1. Shuteria Wight & Arn. (5 spp.)
2. Afroamphica H. Ohashi & K. Ohashi (1 sp.)
3. Kennedia Vent. (15 spp.)[2]
4. Hardenbergia Benth. (3 spp.)[2]
5. Vandasina Rauschert (1 sp.)[2]